# جيمي فاندربيكين
جيمي فاندربيكين (بالإنجليزية: Jamie Vanderbeken)‏ مواليد 23 أغسطس 1987 في ميسيساغا، هو لاعب كرة سلة بريطاني. بدأ مسيرته الاحترافية في سنة 2011. يلعب في دوري كندا الوطني لكرة السلة. يحمل الرقم 55. يبلغ طوله 6 قدم 11 بوصة (2.1 م). لعب مع غلاسكو روكز في دوري كرة السلة البريطاني.

## روابط خارجية
- جيمي فاندربيكين على موقع كلية كرة السلة في سبورتس رفرنس.كوم (الإنجليزية)
- جيمي فاندربيكين على موقع ريلجم (الإنجليزية)
- جيمي فاندربيكين على موقع بروبوليرز (الإنجليزية)